# Kékesi megállapodás

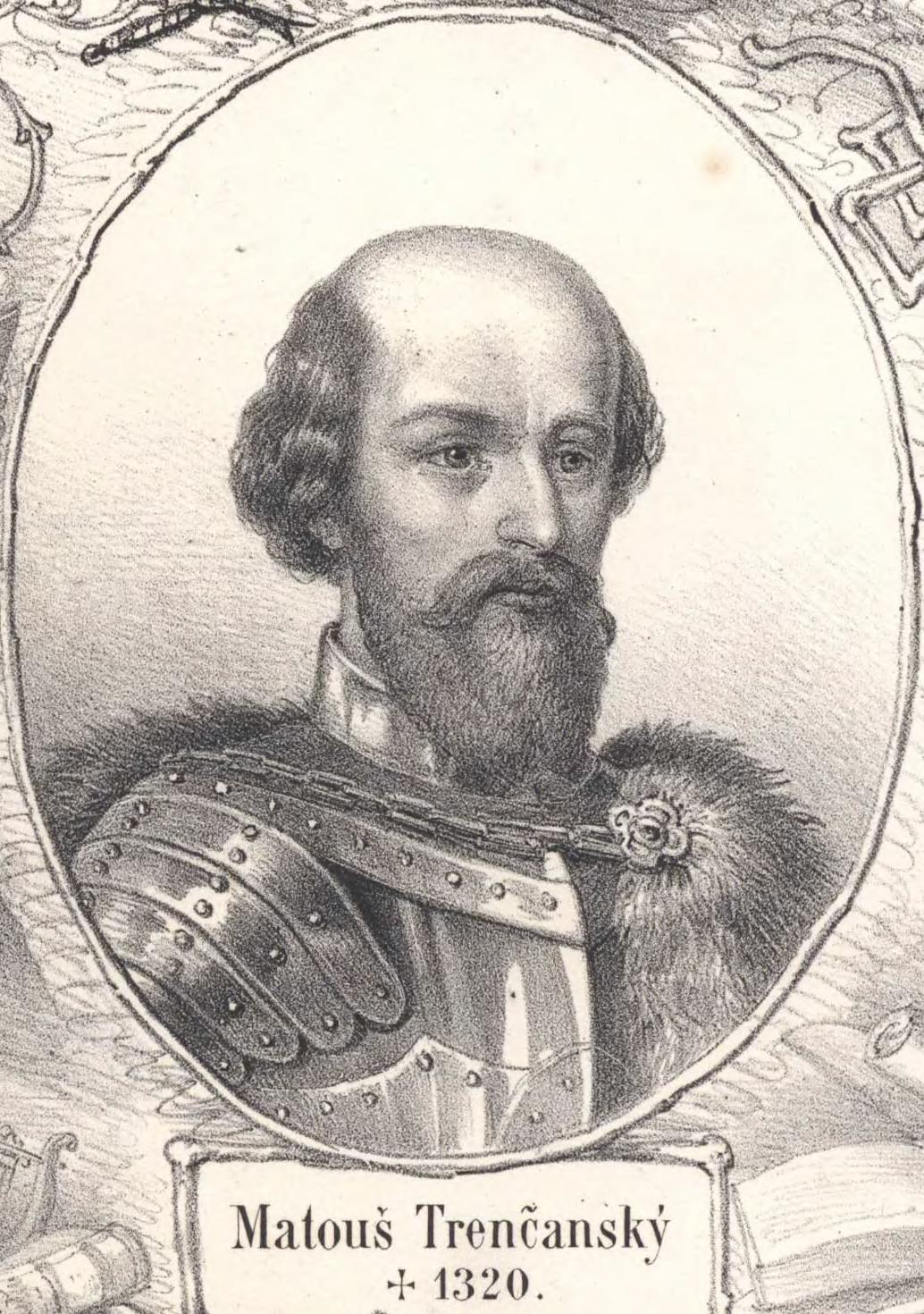
Csák Máté

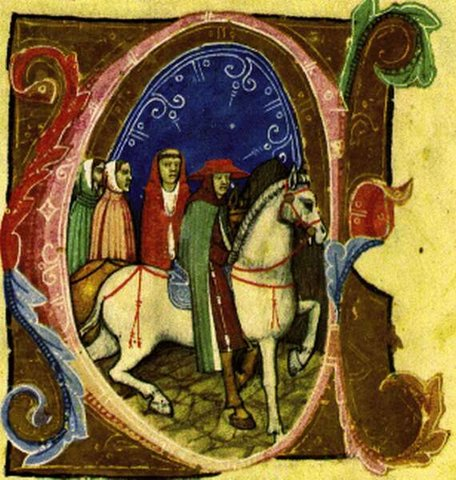
Gentilis bíboros

A kékesi megállapodás Gentilis bíboros, pápai legátus és Csák Máté trencséni tartományúr  megállapodása arról, hogy utóbbi elismeri Magyarország királyának Károly Róbertet.

## Előzmények
Károly Róbert 1301 óta fokozatosan növelte támogatóinak számát, riválisai pedig apránként eltűntek a politikai porondról. Ennek ellenére nem tekinthette magát az ország királyának — formálisan azért, mert koronázása formai okokból érvénytelen volt, tartalmilag pedig azért, mert a legjelentősebb kiskirályok — a (Kőszegi Henrik vezette) Kőszegi család, Kán László és kiváltképp Csák Máté — még formálisan, szóban sem voltak hajlandóak elismerni főhatalmát.
A Károly Róbert királyságát módfelett szorgalmazó V. Kelemen pápa 1307-ben nevezte ki Gentilis bíborost magyarországi követének. Ő 1308 tavaszán érkezett Dalmáciába, ahol elsőbben Károly Róbert legkorábbi támogatóitól tájékozódott a hatalmi viszonyokról. Károly hívei ekkor és később is óva intették őt Csák Mátétól, akit állhatatlan, szavát nem tartó embernek festettek le. Figyelmeztetéseik ellenére Gentilis úgy döntött, hogy a legnagyobb hatalmú kiskirállyal, tehát Csák Mátéval célszerű Károly elismeréséről megállapodnia.
Az év közepén már ezzel a határozott elképzeléssel indult tovább az ország középső részére, ahol haladéktalanul tárgyalni kezdett Csák Máté képviselőivel, majd magával a tartományúrral is. Az alkudozás látszólag eredményes volt; a tárgyalásokat az 1308. november 10-én kötött írásos egyezséggel zárták le a(z akkor még Pilisnek nevezett) Visegrádi-hegységben, Kékes falu (jelenleg Pilisszentlászló) mellett álló pálos kolostorban.

## Az egyezség
A megállapodás nem volt különösebben részletes vagy tartalmas. Csák Máté formálisan elismerte Károly Róbertet királyának és megígérte, hogy minden cselekedetét a királyi tekintély növelésének szándéka hatja majd át.

## A megállapodás utóélete
A megállapodást nagy diadalnak tekintő Gentilis külön intette Csák Mátét arra, hogy a nemeseket az ország szokása szerint ne kényszerítse szokatlan szolgálatra, ehelyett engedje, hogy szabadon szolgálhassák azokat, akiket akarnak és ott, ahol azt akarják. Ezután országos gyűlést hívott össze Pestre. Az 1308. november 27-én tartott gyűlésen számos püspök és világi előkelő maga jelent meg, Kán László, Csák Ugrin és éppen Csák Máté azonban csak követeivel képviseltette magát. A résztvevők egységesen elfogadták királyuknak Károly Róbertet, esküt tettek a keresztre, békecsókot adtak a királynak és a legátusnak. Ez az egyetértés lett az alapja annak, hogy Károly Róbertet 1309. június 15-én immár másodszor is megkoronázták.
Az azonban már 1309-ben kiderült, hogy Csák Máté erősen tartózkodik az immár többé-kevésbé törvényes király elismerésétől; ennek jeleként a koronázáson se jelent meg. Ennek jelentését Gentilis maga is felismerte, és azt írta, hogy (Csák Máté)„ …nyíltan bizonyítva, hogy nem tetszik neki a királyi tekintély, és a mérget, melyet magában hordott, elrejtve tettetni nem tudta… a koronázástól teljességgel távol tartotta magát.”
Az ellentét az év második felétől nyílt ellenségeskedésbe fordult: Csák Máté a király és híveinek földjeit dúlta, az egyházakat pusztította, súlyos adókat vetett ki és hajtott be, Visegrád várát pedig megerősítette. 1311. június 25-én csapataival már egészen Buda kapujáig hatolt előre, út közben felégetve és felprédálva mindent, amit csak tudott. A királyt ugyan nem tudta elfogni, de nyilvánvalóvá tette, hogy ő a fő ellenség. Ezért Gentilis 1311. július 6-án kiközösítette, Károly pedig összegyűjtötte támogatóit, és az év őszén eredménytelen hadjáratot indított ellene. Ellenségeskedésük Csák Máté haláláig tartott.